# Sint-Franciscuskerk (München)
De Sint-Franciscuskerk (Duits: St. Franziskus) is een neobarokke rooms-katholieke parochiekerk in het Münchener stadsdeel Giesing.

## Geschiedenis
Door de stormachtige groei van het aantal katholieke bewoners van het stadsdeel Giesing (1895: 13.000, 1914: 30.000) werd de op 31 oktober 1866 ingewijde Heilig-Kruiskerk te klein. In 1913 werd daarom een vereniging voor de bouw van een nieuwe kerk opgericht. Het uitbreken van de Eerste Wereldoorlog verhinderde echter het voornemen om een noodkerk te bouwen. Pas in 1920 kon, na de aankoop van een barak uit een voormalig krijgsgevangenenkamp, een noodkerk door kardinaal Michael von Faulhaber worden gewijd.
Dankzij een schenking van de Amerikaanse priester Karl Reichlin en een tegemoetkoming van de oorspronkelijke eigenaren wist men in oktober 1922 een stuk bouwgrond voor de nieuwe kerk op de hoek van de Hans-Mielichstraße en Konradinstraße te verwerven. In 1924 leverde de architect Richard Steidle het ontwerp van een neobarok kerkgebouw met twee torens. Op 10 mei 1925 vond op plechtige wijze de eerstesteenlegging plaats en op 3 oktober 1926, op de 700ste sterfdag van de heilige Franciscus, werd het nieuwe kerkgebouw door kardinaal Michaël von Faulhaber en wijbisschop Michael Buchberger geconsacreerd.

## Verwoesting en herbouw
Al bij de eerste grote luchtaanvallen in september 1943 op de stad München werd de Fanciscuskerk zwaar getroffen. Het gebouw brandde geheel uit. Daarbij werd ook het grootste deel van de inrichting vernietigd. Het hoogaltaar, de kruisweg, de beelden, het orgel en de kansel en communiebank uit de bouwperiode, maar ook oudere kunstwerken zoals een schilderij van Lazarus van Jacob de Wet, een tabernakel van Ignaz Günther en twee aan Johann Baptist Straub toegeschreven bustes van heiligen gingen voor altijd verloren. Na de oorlog werd de kerk in vereenvoudigde vorm herbouwd. Het interieur van de kerk is modern.